# Николаевское сельское поселение (Кемеровская область)
Никола́евское се́льское поселе́ние — упразднённое муниципальное образование в Мариинском районе Кемеровской области. Административный центр — село Николаевка 2-я.
С 1 июня 2021 года упразднено в связи с преобразованием района в Мариинский муниципальный округ.

## История
Николаевское сельское поселение образовано 17 декабря 2004 года в соответствии с Законом Кемеровской области № 104-ОЗ. 

## Население
| 2010 | 2011 | 2012 | 2013 | 2014 | 2015 | 2016 |
| ---- | ---- | ---- | ---- | ---- | ---- | ---- |
| 793  | →793 | ↘767 | ↘753 | ↘746 | ↘732 | ↘716 |
| 2017 | 2018 | 2019 | 2020 | 2021 |      |      |
| ↘698 | ↘692 | ↘682 | ↘670 | ↘452 |      |      |

## Состав
| № | Населённый пункт | Тип населённого пункта       | Население |
| - | ---------------- | ---------------------------- | --------- |
| 1 | Милехино         | деревня                      | 80        |
| 2 | Николаевка 2-я   | село, административный центр | ↘518      |
| 3 | Рубино           | село                         | ↘195      |